# Seguridad personal
Seguridad personal es una película de Argentina filmada en Eastmancolor dirigida por Aníbal Di Salvo sobre su propio guion escrito según argumento de Rubén Tizziani que se estrenó el 3 de abril de 1986 y que tuvo como actores principales a Rodolfo Bebán, Darío Grandinetti, Katja Alemann y Rudy Chernicoff.

## Sinopsis
La relación de amor-pasión entre la mujer de un delincuente y su guardaespaldas.

## Reparto
| Actor             | Personaje       |
| ----------------- | --------------- |
| Rodolfo Bebán     | Rafael          |
| Darío Grandinetti | Ledesma         |
| Katja Alemann     | Mujer de Rafael |
| Rudy Chernicoff   |                 |
| Alejandro Marcial |                 |
| Enrique Liporace  |                 |
| Armando Capó      |                 |
| Doris Perry       |                 |
| Mimí Ardu         |                 |
| Oscar Ferreiro    |                 |
| María Fournery    |                 |
| Estela de la Rosa |                 |
| Yolanda Pedrozza  |                 |
| Aldo Mayo         |                 |
| Martín Coria      |                 |
| Rubén Green       |                 |
| Marcos Woinski    |                 |

## Comentarios
Tiempo Argentino escribió:

«Rutinaria realización.»

Mariano Vera en La Prensa opinó:

«Hay un trabajo apenas artesanal de Di Salvo, mientras que Rodolfo Bebán presta su mejor perfil…Grandinetti intenta ser un “duro” al estilo década de 50’.»

Manrupe y Portela escriben:

«Sexo y violencia menor en un film previsible y cargado de machiettas.»